# MILUJI
MILUJI je kamenný nápis, umístěný na umělém kopci v cípu mezi ulicemi Mánesova a Dr. E. Beneše v Neratovicích, poblíž železniční zastávky Neratovice sídliště.
Nápis o rozměrech 3,2 × 14 metrů vytvořila Lenka Klodová v roce 2001 a je vyroben z božanovského pískovce (Božanov u Broumova), je přezdíván Neratovický Stonehenge.
Socha MILUJI je dle webu socharstvi.info: „Romantická metafora posvátného místa, zasvěceného lásce, založená na formální podobnosti s prehistorickými svatyněmi typu Stonehenge (kamenné bloky, situování na jediné vyvýšenině v okolí). Zároveň tak vzniklo komunitní místo setkávání a díky své lapidární čistotě formální i obsahové se socha dokonce stala symbolem Neratovic, což je v novodobé historii ojedinělý případ dosahu uměleckého díla ve veřejném prostoru.“

## Historie
V roce 1997 proběhlo sympozium Oživené město Neratovice, které pořádal neratovický Společenský dům (konkrétně jeho ředitel Ivan Fried ve spolupráci s prof. Kurtem Gebauerem, vedoucím Ateliéru veškerého sochařství na VŠUP v Praze).
Sympozia se účastnili studenti a absolventi VŠUP (mj. i Lenka Klodová) a dále významní umělci. Jejich návrhy byly vystaveny na výstavě Umělecké dílo ve veřejném prostoru, kterou v roce 1997 uspořádalo Sorosovo Centrum pro současné umění ve Veletržním paláci a na výstavě ve Společenském domě v Neratovicích. Z návrhů se (kromě poutního místa Lenky Klodové) realizovaly další tři práce:
- Jezdecká socha Jana Novotného (Kostomlatského sady, odhalení 11. prosince 1999)[5]
- Kameny v lesíku Dagmar Šubrtové (park u radnice, realizace 2000)
- Kamenná kniha Kurta Gebauera (louka u Labe za zámkem Lobkovice, odhalení 2. října 2018)[6]

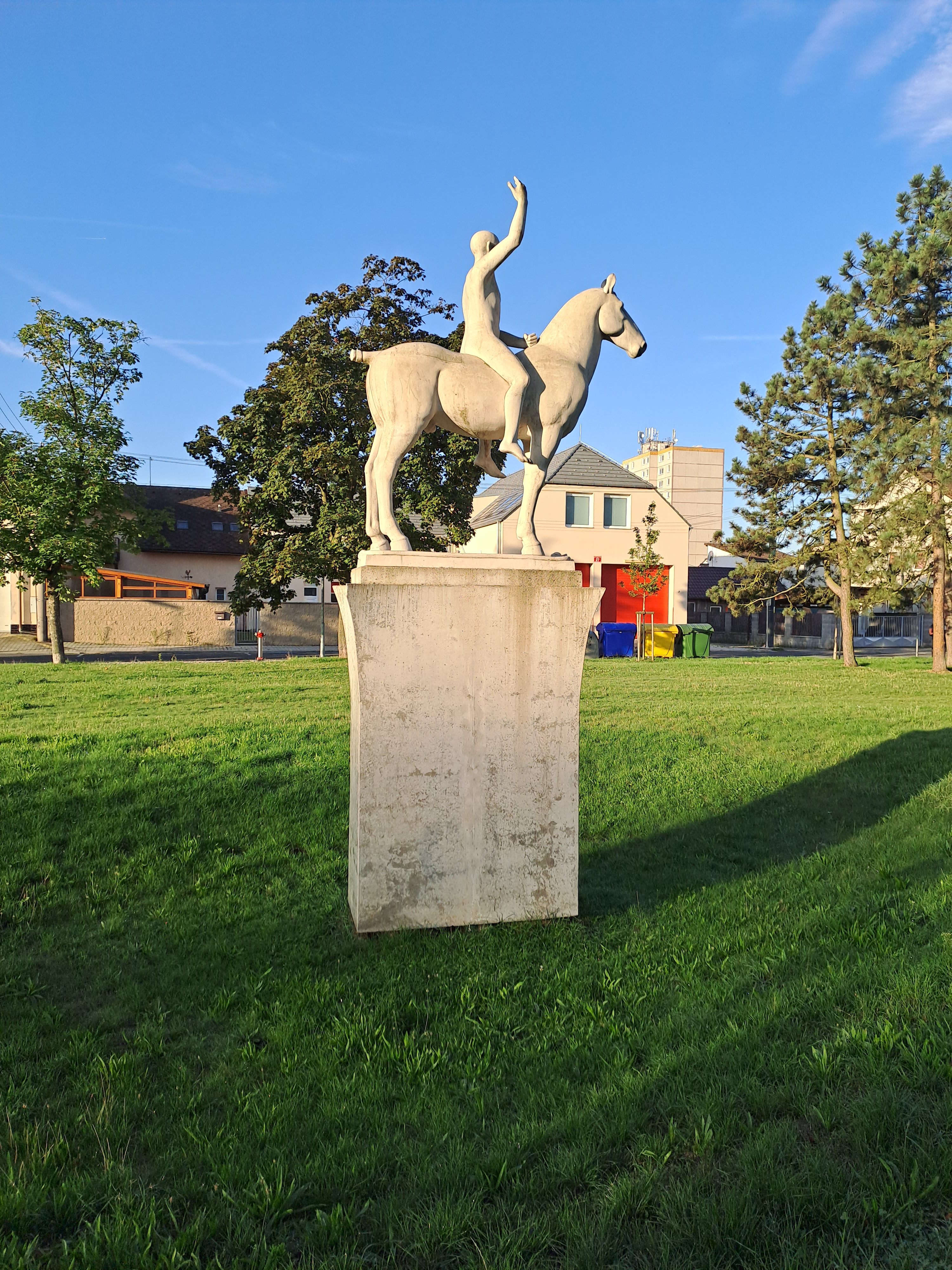
Jezdecká socha
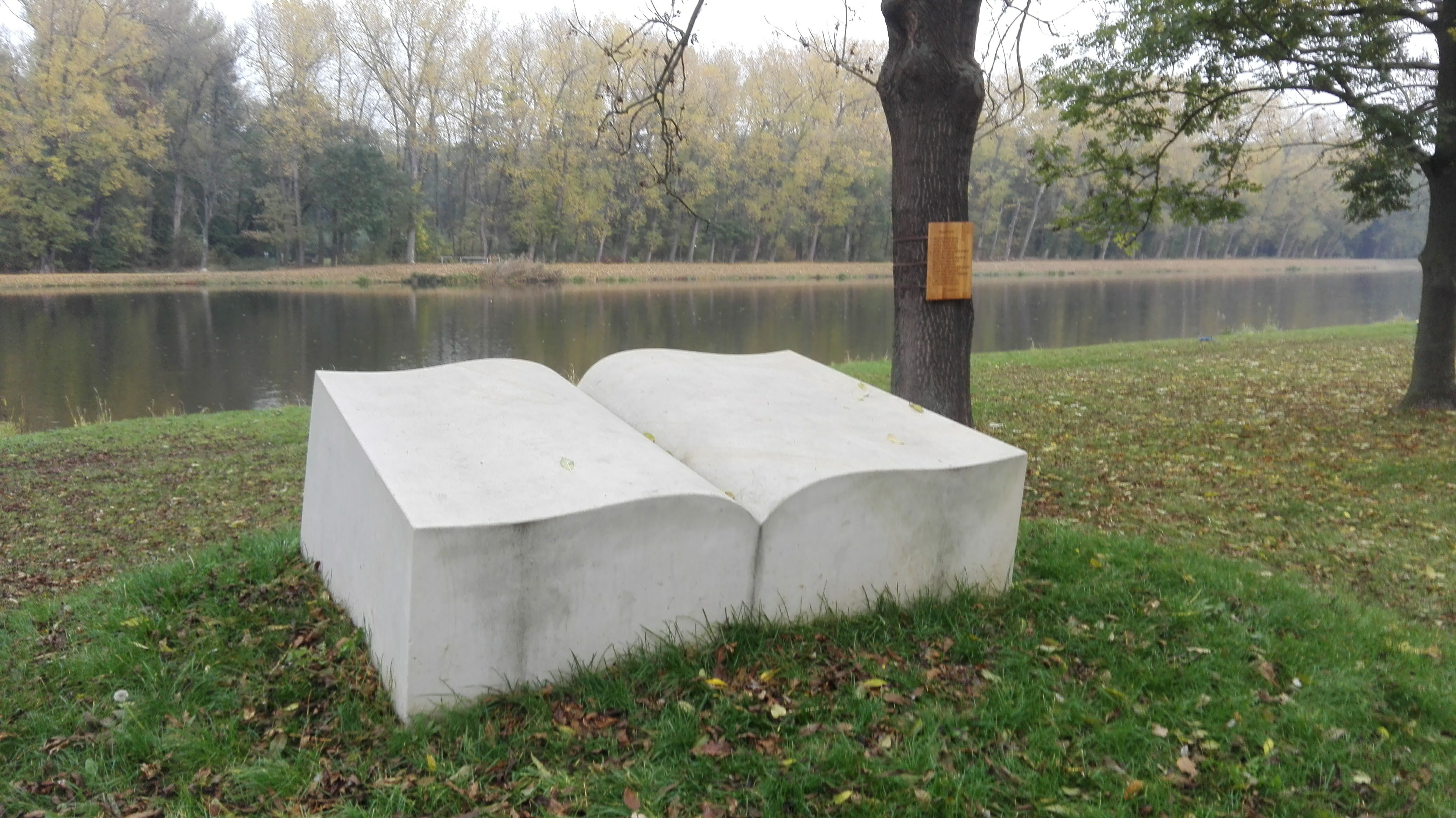
Kamenná kniha

Se stavbou nápisu se započalo v létě roku 2001, pro realizaci byl vybrán kopec, který zůstal po výstavbě panelových domů za areálem 3. základní školy u železniční trati. Na úpatí kopce byly složeny bloky pískovce z Božanova, poté je autorka s pomocníky 6 týdnů opracovávala. V listopadu byly kameny vztyčovány pomocí těžké techniky z neratovické Spolany na betonovou platformu ve tvaru podkovy.
Slavnostní odhalení nápisu proběhlo 1. prosince 2001, při úvodní řeči Kurta Gebauera. Vzhledem k rozměrům nápisu proběhlo místo odhalení díla odhalení autorky. Následovala kultivace celé oblasti do podoby parku.
Místo je hojně navštěvováno nejen z důvodu umělecké hodnoty ale i dětmi v zimním období (v Neratovicích zřejmě jediné místo, kde se dá sáňkovat). Při květnových Máchovských slavnostech pod kopcem nebo při výročí odhalení bývá nápis slavnostně nasvícen. Nasvícení je zajištěno dvěma energeticky úspornými světelnými zdroji o výkonu 25 W. V roce 2020 byla v blízkosti otevřena nově vzniklá železniční zastávka Neratovice sídliště.

## Galerie

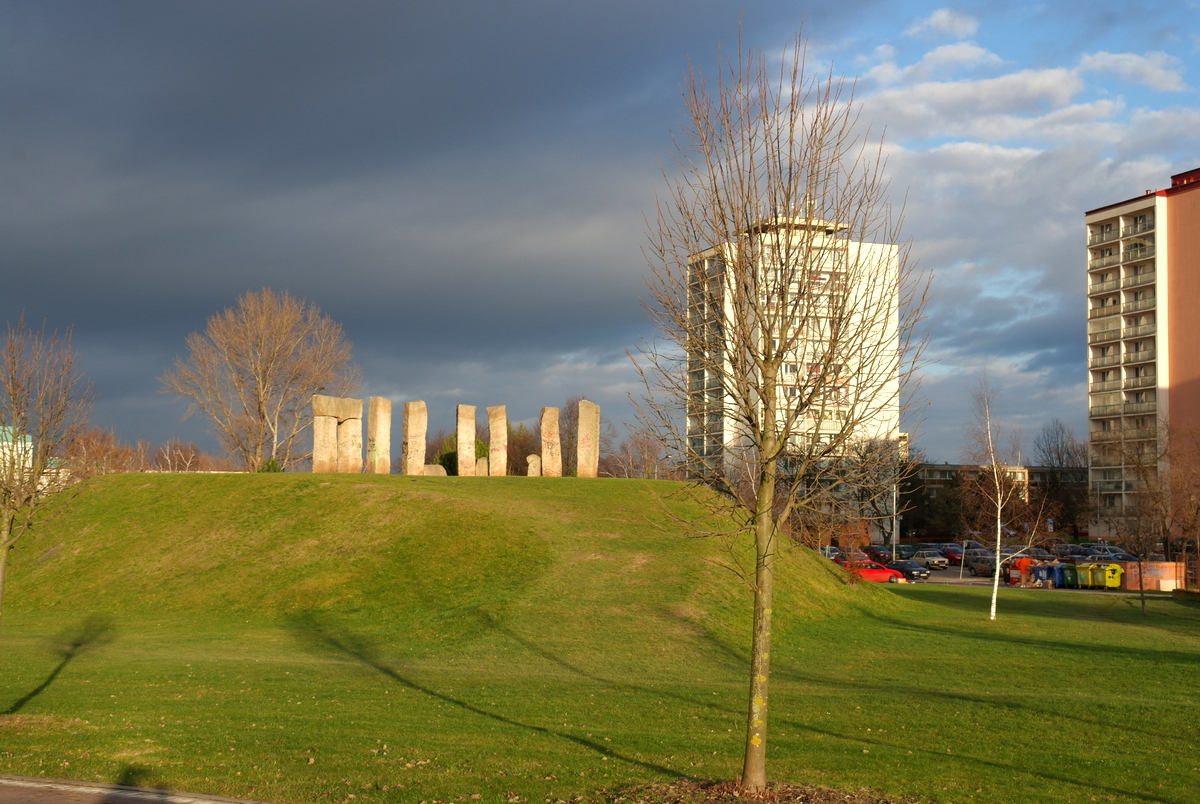
Celkový pohled na dílo a okolí
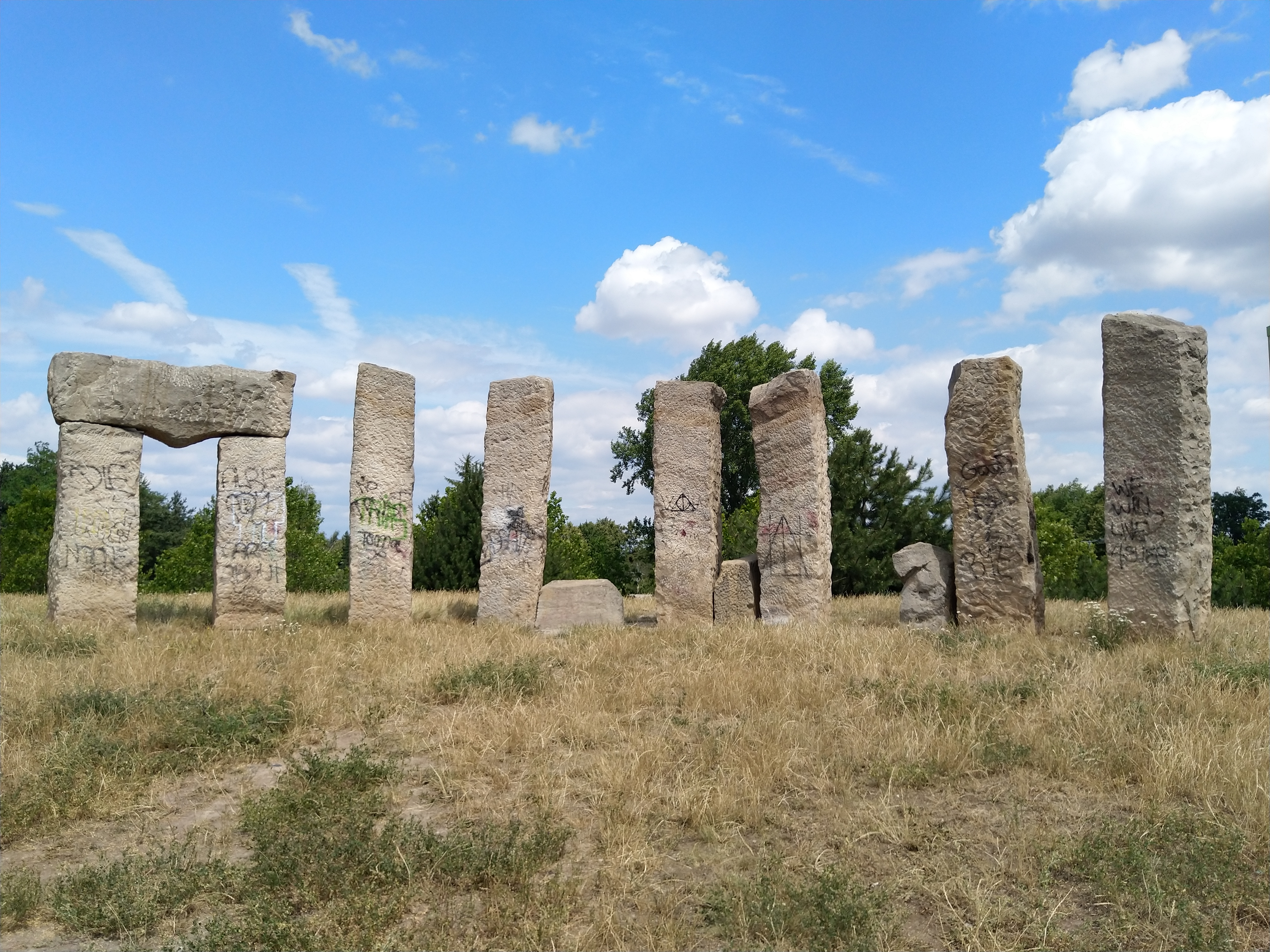
Nápis zblízka
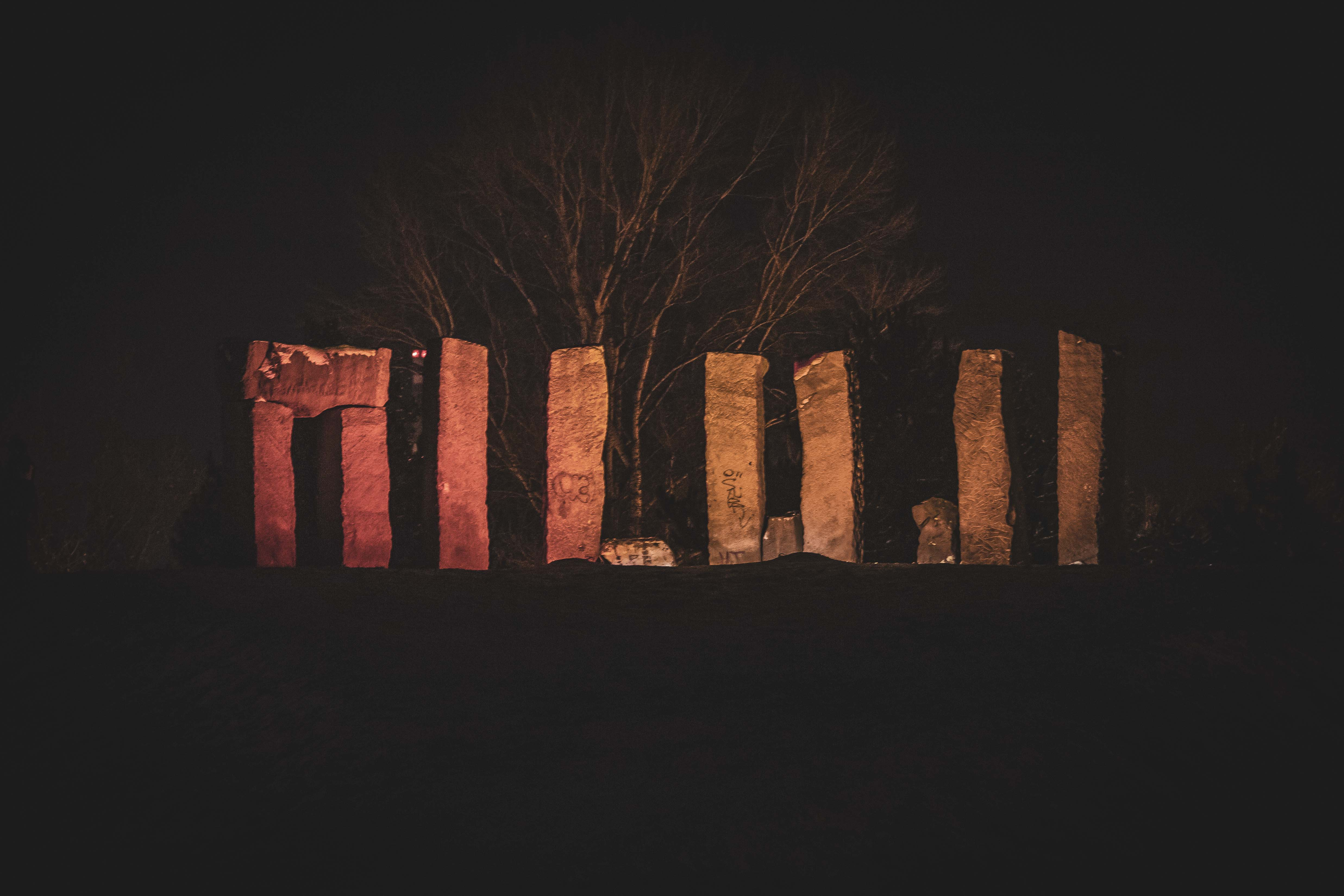
Noční nasvícení